# Triphyllozoon bucculentum
Triphyllozoon bucculentum är en mossdjursart som beskrevs av Hayward 2004. Triphyllozoon bucculentum ingår i släktet Triphyllozoon och familjen Phidoloporidae. Inga underarter finns listade i Catalogue of Life.